# Jacqueline Samuda

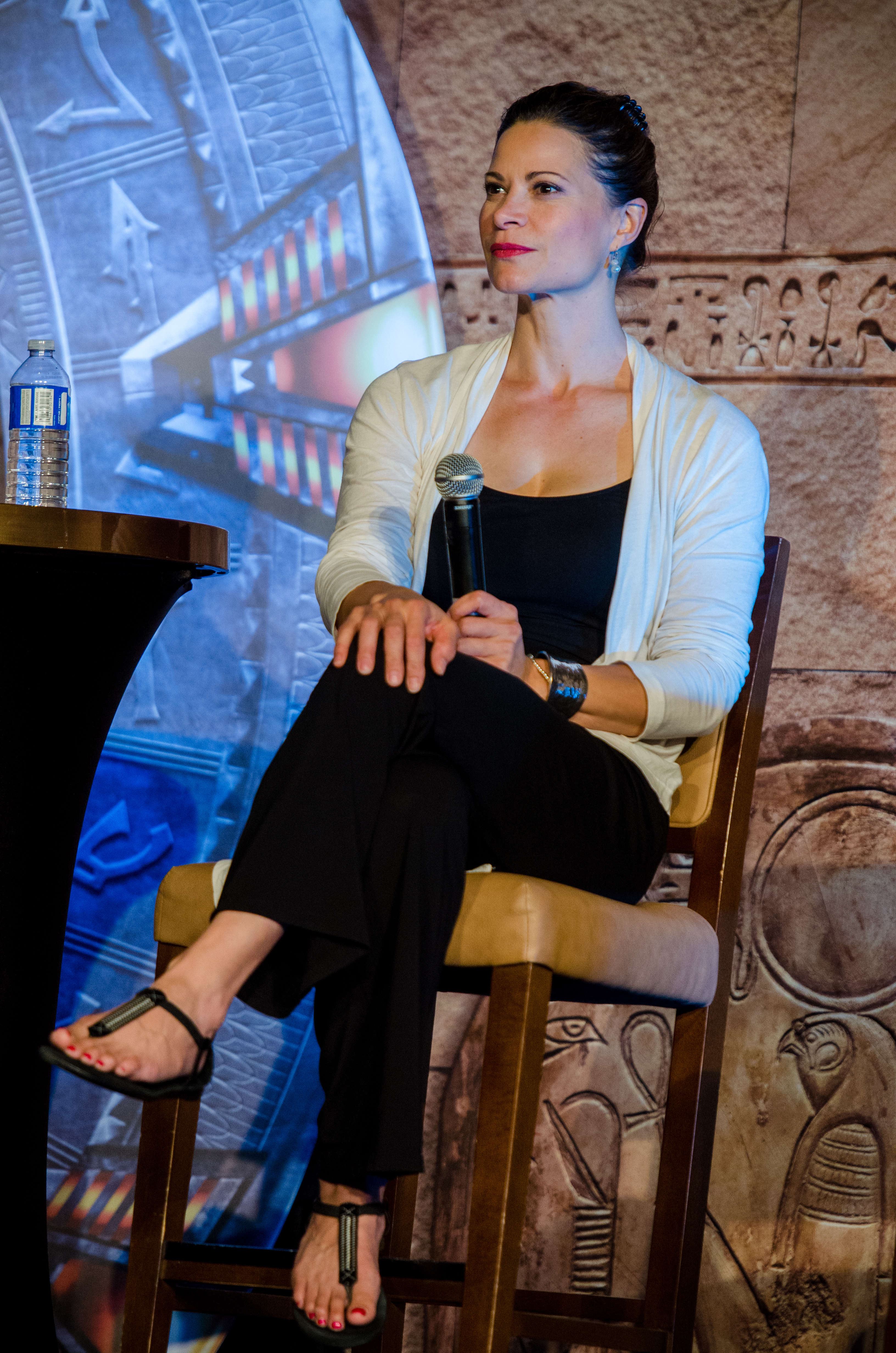
Jacqueline Samuda

Jacqueline Samuda (* 25. Oktober 1963 in Ottawa, Ontario) ist eine kanadische Schauspielerin und Autorin.

## Leben und Werk
Jacqueline Samuda ist in Kanada und in den USA aufgewachsen. An der York University in Toronto graduierte sie mit einem Bachelor of Fine Arts in Schauspiel. Ihr Debüt als Bühnenschauspielerin hatte sie am Shaw Festival in Niagara-on-the-Lake. Vom Ontario Arts Council erhielt sie ein Stipendium und studierte danach in New York City. Hier lebte sie von 1987 bis 1989 und von 1992 bis 1998 in Los Angeles. 1994 wurde Samuda mit dem Dramalogue Award als Regisseurin für George F. Walkers Zastrozzi am Company of Angels Theatre in Los Angeles ausgezeichnet.
Ihre erste Rolle im Fernsehen hatte sie 1985 im kanadischen Episodenfilm Shock Chamber. Ihr Debüt in einer internationalen Kinoproduktion feierte sie 1989 mit einer kleinen Nebenrolle in Jack Sholders Renegades mit Lou Diamond Phillips und Kiefer Sutherland. Bislang war Jacqueline Samuda vorwiegend in Nebenrollen zu sehen, wobei der Fernsehfilm Wilder Days (2003) mit Peter Falk und Tim Daly sowie ihre Auftritte als Nirrti in Stargate SG-1 und Stargate: Continuum zu ihren bekannteren Rollen zählen. Ihren Charakter des Goa’uld Nirrti in Stargate kommentierte Samuda in einem Interview: „Ich habe es geliebt bei der Show zu arbeiten. Und das einzigartige, das mir diese Arbeit zu meiner Karriere gebracht hat, ist Teil des weltweiten Phänomens mit einer Legion von Fans zu sein. Ich hatte die Möglichkeit zu einigen Conventions zu fahren und dort einige der Fans zu treffen. Das war wundervoll.“ Eine wiederkehrende Rolle spielte Samuda in der Fernsehserie The L Word, Gastauftritte hatte sie in Da Vinci’s Inquest, Die Sieben-Millionen-Dollar-Frau und in Smallville.
Neben ihrer Arbeit als Schauspielerin ist Samuda als Autorin und Regisseurin tätig. Zu ihren Werken zählen die Kurzfilme The Sky’s The Limit (2001), LOOK (Gewinner am ReelFast-Wettbewerb 2002), London Calling (2002) und das am Vancouver International Film Festival prämierte 50 Questions (2003). Für den Vancouver Film School Webchannel produzierte sie die Kurzfilme The Poet und Long Time No Seen (beide 2003). Am Spielfilm The Delicate Art of Parking (2006) wirkte sie als Story Editor mit und hat davor bereits das Drehbuch einer Folge von Stargate SG1 geschrieben. Samuda ist des Weiteren als Voice-over-Sprecherin tätig und war Finalistin des Voicey Award 2008. Am 8. März 2008 wurde sie anlässlich der Women in Film & TV Vancouver’s Spotlight Awards mit dem Sharon Gibbon Lifetime Member Award ausgezeichnet und erhielt für ihre geplante Bühnenverfilmung BREAD ein Stipendium von 100.000 Dollar.
Samuda unterrichtet im Rahmen des Director’s Chair Workshop am Banff Centre der University of Alberta, hält an der Vancouver Film School und an der University of British Columbia Vorlesungen im Schreiben. Sie amtet als Präsidentin der kanadischen Pacific Cinémathèque, als Beraterin der Organisation Women in Film & TV Vancouver und als Jurorin an kanadischen Filmfestivals.

## Filmografie (Auswahl)
| - 1985: Shock Chamber (Deadly Pursuit, Fernsehfilm) - 1988: The Mutagen - 1988: A New Life - 1989: Renegades – Auf eigene Faust - 1989: Speaking Parts - 1990: Leona Helmsley: The Queen of Mean - 1990: Street Legal (Fernsehserie) - 1991: The Adjuster - 1991: Counterstrike (Fernsehserie) - 1992: To Catch a Killer (Fernsehfilm) - 1997: One of Our Own - 1999: The Arrangement - 1999: Making Contact - 2000: First Target (Fernsehfilm) - 2001: Da Vinci’s Inquest (Fernsehserie) - 2001: The Chris Isaak Show - 2001: Night Visions (Fernsehserie) - 2001: Wolf Lake (Fernsehserie) | - 2002: Wasted (Fernsehfilm) - 2003: Jam Space - 1999–2003: Stargate – Kommando SG-1 (Stargate SG-1, Fernsehserie) - 2003: Wilder Days (Fernsehfilm) - 2005: Unter Null (Sub Zero) - 2006: A Girl Like Me: The Gwen Araujo Story (Fernsehfilm) - 2006: Saved (Fernsehserie) - 2007: Die Sieben-Millionen-Dollar-Frau (Bionic Woman, Fernsehserie) - 2007: Smallville - 2004–2008: The L Word – Wenn Frauen Frauen lieben (Fernsehserie) - 2008: Stargate: Continuum - 2008: Edison and Leo - 2015: Once Upon a Holiday (Fernsehfilm) - 2017: Rogue (Fernsehserie, 1 Folge) |